# Гута (Красноставський повіт)
Гута (пол. Huta) — село в Польщі, у гміні Жулкевка Красноставського повіту Люблінського воєводства.
Населення — 195 осіб (2011).
У 1975-1998 роках село належало до Замойського воєводства.

## Демографія
Демографічна структура станом на 31 березня 2011 року:
|          | Загалом | Допрацездатний вік | Працездатний вік | Постпрацездатний вік |
| -------- | ------- | ------------------ | ---------------- | -------------------- |
| Чоловіки | 96      | 15                 | 56               | 25                   |
| Жінки    | 99      | 14                 | 44               | 41                   |
| Разом    | 195     | 29                 | 100              | 66                   |